# Rajd Krakowski 2001
Rajd Krakowski 2001 – 24. edycja Rajdu Krakowskiego. Był to rajd samochodowy rozgrywany od 18 do 19 maja 2001 roku. Była to trzecia runda Rajdowych Samochodowych Mistrzostw Polski w roku 2001 oraz szesnasta runda Rajdowych Mistrzostw Europy w roku 2001 (o najniższym współczynniku - 2). Rajd składał się z dziewiętnastu odcinków specjalnych.

## Wyniki końcowe rajdu, klasyfikacja generalna,ERCiRSMP[1]
| Miejsce | Kierowca             | Pilot              | Samochód                 | Czas      | Strata   | Grupa Klasa |
| ------- | -------------------- | ------------------ | ------------------------ | --------- | -------- | ----------- |
| 1       | Krzysztof Hołowczyc  | Maciej Wisławski   | Peugeot 206 WRC          | 1:50:26.7 | –        | A8          |
| 2       | Janusz Kulig         | Jarosław Baran     | Ford Focus WRC RS '00    | 1:50:34.6 | +7.9     | A8          |
| 3       | Tomasz Kuchar        | Maciej Szczepaniak | Toyota Corolla WRC       | 1:52:27.1 | +2:00.4  | A8          |
| 4       | Łukasz Sztuka        | Per Carlsson       | Seat Cordoba WRC Evo3    | 1:52:58.7 | +2:32.0  | A8          |
| 5       | Michał Bębenek       | Grzegorz Bębenek   | Mitsubishi Lancer Evo VI | 1:56:00.3 | +5:33.6  | N4          |
| 6       | Marcin Turski        | Dariusz Burkat     | Mitsubishi Lancer Evo VI | 1:56:06.5 | +5:39.8  | N4          |
| 7       | Paweł Dytko          | Tomasz Dytko       | Mitsubishi Lancer Evo VI | 1:57:31.1 | +7:04.4  | N4          |
| 8       | Tomasz Czopik        | Łukasz Wroński     | Mitsubishi Lancer Evo VI | 1:59:25.0 | +8:58.3  | A8          |
| 9       | Sebastian Frycz      | Maciej Wodniak     | Mitsubishi Lancer Evo V  | 2:00:57.1 | +10:30.4 | N4          |
| 10      | Bartłomiej Baniowski | Piotr Wieczorek    | Subaru Impreza WRX       | 2:01:08.5 | +10:41.8 | N4          |